# دزیلبکی
دزیلبکی (به لاتین: Dzilebki) یک منطقهٔ مسکونی در روسیه است که در شهرستان داخادایفسکی واقع شده‌است.